# Catalogue de galaxies
À l'instar des catalogues d'étoiles, les catalogues de galaxies sont des compilations des positions et de certaines propriétés de galaxies. 
L'intérêt des catalogues de galaxies est qu'ils permettent d'effectuer des statistiques sur ces populations d'objets. En cosmologie, c'est surtout leur répartition spatiale qui fait l'objet de leur intérêt. Il faut pour cela non seulement connaître leur position sur la sphère céleste, mais aussi leur distance. En pratique, on mesure essentiellement leur décalage vers le rouge, que l'on peut ensuite traduire en termes de distance ou de temps de regard vers le passé en utilisant les paramètres du modèle cosmologique sous-jacent. Dans certains cas, la mesure du décalage vers le rouge par spectroscopie, bien que précise, est trop longue à effectuer. On le mesure alors par des méthodes photométriques. 
Tout comme les catalogues d'étoiles, les catalogues de galaxies couvrent en général une région limitée du ciel et se limitent à une certaine magnitude maximale. Certains catalogues de galaxies se focalisent sur certains types spécifiques de galaxies, comme les galaxies actives (catalogue Markarian, par exemple).
De nombreuses galaxies sont couramment connues par leur nom dans des catalogues d'objets célestes plus généraux comme celui de Messier ou le New General Catalogue of Nebulae and Clusters of Stars (NGC), qui listent aussi les nébuleuses et les amas d'étoiles. 

## Quelques catalogues de galaxies
- Catalogue Arp, liste quelques galaxies irrégulières ou en interaction
- Catalogue Markarian (Mrk), liste des galaxies actives
- Catalogue Abell, liste d'amas de galaxies
- Catalogue Vorontsov-Velyaminov (VV), galaxies en interaction
- Catalogue Général d'Uppsala (UGC)
- Catalogue of Principal Galaxies (PGC)
- Catalogue APM
- Catalogue 2dF, comprenant environ 250 000 galaxies et 23 000 quasars
- Sloan Digital Sky Survey, comprenant environ 675 000 galaxies et 90 000 quasars
- Morphological Catalogue of Galaxies, comprenant environ 34 000 galaxies